# Дональд Островський
Дональд «Дон» Гері Островський (англ. Donald "Don" Gary Ostrowski; народився 1945) — американський історик, викладач історії у Гарвардській школі підвищення кваліфікації. Спеціалізується на політичній та соціальній історії Київської Русі та Московії (ранньомодерна Росія).

## Біографія
Островський здобув ступінь доктора філософії з історії в Університеті штату Пенсильванія в 1977 році. Відомий своїми працями з текстології «Повісті временних літ». Критичне видання тексту під його співредакцією, The Povest’ vremennykh let: An Interlinear Collation and Paradosis («Повість временних літ: Інтерлінійне зіставлення і парадосіс», значення, пропоноване найкраще читання), опублікований Harvard Ukrainian Research Institute у 2003 році, отримав нагороду Асоціації ранніх слов'янських студій за видатні наукові досягнення. Разом з такими науковцями, як Олексій Толочко, Тетяна Вілкул та Людольф Мюллер (1917—2009), вважається, що Островський відродив інтерес до текстуальної критики «Повісті временних літ» близько 2000 року. Його робота в цій галузі була високо оцінена багатьма, хоча деякі частини його методології були поставлені під сумнів колегами-науковцями.
Інші публікації Островського включають Who Wrote That? Authorship Controversies from Moses to Sholokhov («Хто це написав? Суперечки про авторство від Мойсея до Шолохова», 2020) та дві інші монографії, а також шість збірників статей у співавторстві. Сергій Плохій (2006) сказав, що монографія Островського Muscovy and the Mongols («Московія та монголи», 1998) «успішно спростував міф про „татарське іго“ та переконливо виявив численні запозичення московської політичної еліти та суспільства від своїх кипчаки володарів.» Наведені докази зробили «важко відкинути аргумент російських євразійців і західних вчених, таких як Кінан і Островський, про те, що ранньомодерна російська держава була набагато більшою мірою продуктом її недавнього монгольського досвіду, ніж хронологічно і географічно віддаленого київського минулого». У книзі також датовано всі літературні твори Куликовського циклу після 1440-х років, що є важливим висновком для датування translatio imperii «Руської землі» з Середнього Подніпров'я до Суздальщини.

## Вибрані твори

### Роботи у співавторстві
- Ostrowski, Donald; Birnbaum, David J., ред. (2003). The Povest' vremennykh let: An Interlinear Collation and Paradosis. 3 volumes [Повість временних літ: Інтерлінійне зіставлення і парадосіс] (ст.-слов.) (англ.). Cambridge, MA: Harvard University Press. Архів оригіналу за 9 березня 2005. Процитовано 23 березня 2002.[7][5][7] (Harvard University Press, 2004[6]).
  - Ostrowski, Donald; Birnbaum, David J. (7 грудня 2014). Rus' primary chronicle critical edition – Interlinear line-level collation [Критичне видання «Повісті временних літ» - Міжрядкове зіставлення на рівні рядків]. pvl.obdurodon.org (ст.-слов.). Процитовано 5 травня 2023.
- Ostrowski, Donald (14 вересня 2006). The Growth of Muscovy (1462–1533). У Perrie, Maureen (ред.). The Cambridge History of Russia. Cambridge University Press. с. 211—239. doi:10.1017/chol9780521812276.010. ISBN 978-1-139-05410-2.
- Donald Ostrowski, "Redating the Life of Alexander Nevskii, " in Rude and Barbarous Kingdom Revisited: Essays in Russian History in Honor of Robert O. Crummey, ed. Chester Dunning, Russell E. Martin, and Daniel Rowland (Bloomington: Slavica, 2008), 23–39.[15]
- (co-editor with Marshall Poe) Portraits of Old Russia: Imagined Lives of Ordinary People, 1300—1725 (M.E. Sharpe, 2011).[6]
- Ostrowski, Donald (2017). Portraits of Medieval Eastern Europe, 900–1400 [Портрети середньовічної Східної Європи, 900-1400 рр.]. Christian Raffensperger. Abingdon, Oxon. с. 10. ISBN 978-1-315-20417-8. OCLC 994543451.

### Монографії
- Ostrowski, Donald (травня 1977). A "fontological" Investigation of the Muscovite Church Council of 1503 [«Фонтологічне» розслідування Московського церковного собору 1503 року]. Pennsylvania State University. с. 641. Процитовано 21 червня 2023. (Кандидатська дисертація)
- Ostrowski, Donald (20 червня 2002). Muscovy and the Mongols [Московія та монголи]. Cambridge University Press. ISBN 0-521-89410-7.
- Ostrowski, Donald (15 червня 2020). Who Wrote That? [Хто це написав?]. Cornell University Press. doi:10.7591/cornell/9781501749704.001.0001. ISBN 978-1-5017-4970-4.
- Ostrowski, Donald (2022). Russia in the Early Modern World [Росія в ранньомодерному світі]. Lexington Books. ISBN 978-1-7936-3420-7.
- Raffensperger, Christian; Ostrowski, Donald (13 липня 2023). The Ruling Families of Rus [Правлячі родини Русі]. Reaktion Books. ISBN 978-1-78914-715-5.

### Журнальні статті (хронологічна вибірка)
- "The Debate over the Authorship of the Rus’ Primary Chronicle: Compilations, Redactions, and Urtexts, " [Дискусія про авторство Початкового літопису Русі: Компіляції, редакції та тексти] in Historioraphy and Identity, vol. 5: The Emergence of New Peoples and Polities in Europe 1000—1300, edited by Walter Pohl, Francescro Borri, and Veronika Wieser. Turnhout: Brepols, 2023, pp. 415—448.
- Ostrowski, Donald (2005). Scribal Practices and Copying Probabilities in the Transmission of the Text of the Povest’ vremennykh let [Писемні практики та ймовірність копіювання при передачі тексту «Повісті временних літ»] (PDF). Palaeoslavica. 13 (2): 48—77. Процитовано 29 травня 2024. (Відповідь на рецензію Тетяни Вілкул на його видання ПВЛ 2003 року).
- "Second-Redaction Additions in Carpini's Ystoria Mongalorum, " [Доповнення другого видання в «Ystoria Mongalorum» Карпіні] Adelphotes: A Tribute to Omeljan Pritsak by His Students, Cambridge, MA (=Harvard Ukrainian Studies, vol. 14, 1990) 1991, pp. 522—550.
- «The Mongols in the Eyes of the Rus’,» [Монголи очима русичів] in The Mongol World, edited by Timothy May and Michael Hope. London: Routledge, 2022, pp. 826—841.
- "Church Polemics and Monastic Land Acquisition in Sixteenth-Century Muscovy, " [Церковна полеміка та набуття монастирських земель у Московії XVI століття]. Slavonic and East European Review, vol. 64, 1986, pp. 355—379 (reprinted in Major Problems in Early Modern Russian History, edited by Nancy Shields Kollmann, New York: Garland Publishing, 1992, pp. 129—153).
- "Unresolved Evidentiary Issues concerning Rus’ Heretics of the Late Fifteenth–Early Sixteenth Centuries, " [Невирішені доказові питання щодо руських єретиків кінця XV — початку XVI століть] in Seeing Muscovy Anew: Politics—Institutions—Culture in Honor of Nancy Shields Kollmann, edited by Michael S. Flier, Valerie A. Kivelson, Erika Monahan, and Daniel Rowland. Bloomington, IN: Slavica Press, 2017, pp. 123—139.
- "Peter's Dragoons: How the Russians Won at Poltava, " [Драгуни Петра: Як росіяни перемогли під Полтавою] in Poltava 1709: The Battle and the Myth, edited by Serhii Plokhy. Cambridge, MA: Distributed by Harvard University Press for the Harvard Ukrainian Research Institute, 2012, pp. 81–106.
- "The Replacement of the Composite Reflex Bow by Firearms in the Muscovite Cavalry, " [Заміна композитного рефлекторного лука вогнепальною зброєю в московській кавалерії] Kritika: Explorations in Russian and Eurasian History, vol. 11, no. 3 (Summer 2010), pp. 513—534; reprinted with illustrations in Everyday Life in Russian History: Quotidian Studies in Honor of Daniel Kaiser, edited by Gary Marker, Joan Neuberger, Marshall Poe, and Susan Rapp, Bloomington, IN: Slavica Publishers, 2010, pp. 203—227.
- «Alexander Nevskii's ‘Battle on the Ice’: The Creation of a Legend.» ["Льодове побоїще" Олександра Невського: Створення легенди.] Russian History/Histoire Russe, vol. 33 (2006), pp. 289—312.
- «The Return of the Rhos: Patria, Chacanus, and the Annales Bertiniani.» [Повернення Rhos: Patria, Chacanus та «Annales Bertiniani»] Canadian-American Slavic Studies, vol. 52, no. 2/3 (2018), pp. 290—311.
- «Was There a Riurikid Dynasty in Early Rus’?» [Чи існувала династія Рюриковичів у ранній Русі?] Canadian-American Slavic Studies, vol. 52, no. 1 (2018), pp. 30–49.

### Данина
- Boeck, Brian J.; Martin, Russell E.; Rowland, Daniel, ред. (2012). Dubitando: Studies in History and Culture in Honor of Donald Ostrowski [Dubitando: Студії з історії та культури на пошану Дональда Островського]. Cambridge University Press. с. 504. ISBN 978-0-8-9357-404-8.